# Isla de Veiga
La Isla de Veiga (en asturiano La Islla de Veiga) es una isla española que se sitúa junto a la villa de Puerto de Vega (A Veiga de Navia) (ayuntamiento de Navia, Asturias). Tiene dos hectáreas de superficie y está rodeada de arrecife; su interior es amesetado y cubierto de hierba. Es punto de reposo de aves marítimas.
- Datos: Q9009825